# Barlestone
Barlestone – wieś w Anglii, w hrabstwie Leicestershire, w dystrykcie Hinckley and Bosworth. Leży 16 km na zachód od miasta Leicester i 153 km na północny zachód od Londynu.